# Ponura
El riu Ponura - Понура (rus) - és un riu que passa pel krai de Krasnodar, al sud de Rússia. És un afluent del riu Kirpili.
Té una llargària de 90 km. Neix a les planes de Kuban-Priazov, a 4 km al sud-oest de Dinskaia. Va en direcció predominantment oest - nord-oest.
Passa per les viles de Novotítarovskaia, Novovelitxkovskaia, Naidorf, Vassílievka, Dolínovskoie, Boikoponura, Starovelitxkovskaia, Kalíninskaia i Juravliovka.